# Cap deth Solan
El Cap deth Solan és una muntanya de 2.068 metres que es troba al municipi de Naut Aran, a la comarca de la Vall d'Aran.